# Jeff Martin (basket-ball)
Pour les articles homonymes, voir Jeff Martin.
Jeffrey Allen « Jeff » Martin, né le 14 janvier 1967 à Cherry Valley, en Arkansas, est un ancien joueur américain de basket-ball. Il évoluait au poste d'arrière.